# Cabeza de guerra nuclear W47

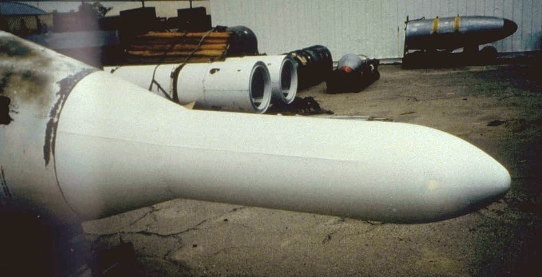
El vehículo de reentrada de la cabeza de guerra nuclear W47

La W47 era una cabeza de guerra termonuclear estadounidense usada en el misil balístico lanzado desde submarino Polaris A-1. Varios modelos estuvieron en servicio desde 1960 hasta el final de 1974. La cabeza de guerra fue desarrollada por el Laboratorio de Radiación de Lawrence entre 1957 y 1960.
La W47 tenía 18 pulgadas (46 cm) y 47 pulgadas (119 cm) y pesaba 720 libras (327 kg) en el modelo Y1 y 733 libras (332 kg) en el modelo Y2. El modelo Y1 tenía una potencia de diseño de 600 kilotones y el modelo Y2 tenía una potencia de diseño de 1,2 megatones.
 La W47 fue la primera cabeza de guerra con un nuevo, y miniaturizado pozo. El sacado aerodinámico en la base proveía estabilidad de la orientación durante el descenso. Dos pequeños motores de cohete eran usados para hacer girar sobre su eje a la cabeza de guerra para mejorar la estabilidad y simetría durante la reentrada.

## Pruebas de fuego real
La W47 es la única cabeza de guerra para ICBM y SLBM en haber sido probada en disparos en vivo en una prueba de cabeza de guerra y misil atmosférico, el 6 de mayo de 1962. Este evento ocurrió durante el ensayo Frigate Bird que fue parte de la serie de pruebas Dominic. Mientras se encontraba estacionado a la altura del Atolón Johnston, el submarino estadounidense USS Ethan Allen disparó un misil Polaris A1 a un blanco en océano abierto en la vecindad del Atolón Palmyra, al sur de Hawái. El misil viajó una distancia de 1020 millas (1642 km). La prueba fue observada por dos submarinos estadounidenses sumergidos estacionados a aproximadamente unas 30 millas (48 km) del blanco, el USS Carbonero y el USS Medrigal. La cabeza de guerra del misil detonó a las 23:30 GMT del 6 de mayo de 1962, aproximadamente a 2 km del punto designado como blanco y a una altitud de 11 000 pies (3353 m). La detonación fue exitosa y tenía una potencia total de diseño de 600 kilotones. El ensayo estuvo diseñado para mejorar la confianza en los sistemas de misiles balísticos de Estados Unidos, aunque incluso después de la prueba se dio mucha controversia. Este fue parcialmente debido a que la cabeza de guerra seleccionada para la prueba había sido sometida a modificaciones antes de la realización de dicha prueba y no era necesariamente representativa de las que estaban almacenadas.

## Controversia acerca de la confiabilidad
La historia de la cabeza de guerra W47 tuvo una serie de graves problemas de confiabilidad con el diseño de la cabeza de guerra. 300 unidades del modelo prototipo de producción EC-47 fueron producidas desde abril de 1960 a junio de 1960, y todas fueron retiradas rápidamente en junio de 1960 debido a preocupaciones con respecto a la confiabilidad. La producción de los modelos Y1 y Y2 se dio entre 1960 hasta 1964. Un total de 1.060 modelos Y1 y Y2 fueron producidos, pero estas tenían tantos problemas de confiabilidad que no más de 300 estuvieron en servicio al mismo tiempo. En 1966, se consideraba que el 75% de las cabezas de guerra Y2 almacenadas eran defectuosas e inutilizables. Programas de reparación continuaron por algún tiempo.
Una cantidad de cabezas de guerra de Polaris fueron reemplazadas a principios de la década de los 1960, cuando se descubrió corrosión en los pozos durante la mantención de rutina.
Las fallas de las cabezas de guerra W45, W47 y W52 son aún una parte activa del debate acerca de la confiabilidad de la fuerza de armas nucleares estadounidense que se moverá al futuro, sin el desarrollo de pruebas nucleares.
Una prueba de seguridad de un punto llevada a cabo en una cabeza de guerra W47 justo antes de la moratoria de 1958 falló, produciendo una explosión de 100 toneladas. Como la prohibición de pruebas no permitía las pruebas necesarias para un diseño de seguridad de un punto inherente, se realizó una aproximación improvisada con un cable de boro-cadmio plegado en el pozo durante la fabricación, y extraída por un pequeño motor durante el armado de la cabeza de guerra. El cable tenía la tendencia de ponerse quebradizo durante el almacenaje, y rompiéndose o atascándose durante el armado, previniendo su remoción completa y convirtiendo a la cabeza de guerra en un fallo. Se estimó que entre un 50% a un 75% de las cabezas de guerra fallarían. Esto requirió una completa reconstrucción de las primarias de la W47. El aceite usado para lubricar el cable también promovía la corrosión del pozo.